# 木曽古文書歴史館
木曽古文書歴史館（きそこもんじょれきしかん）は、岐阜県可児市にある博物館である。

## 概要
源義仲の子孫であり、江戸時代は尾張藩城代格大寄合かつ幕府の表交代寄合並であった千村家（明治時代に木曽姓に復する）伝わる書状、絵図などを展示する。
建物は千村陣屋の旧千村家下邸である。千村陣屋の下屋敷跡地には木曽古文書歴史館の他、日本庭園の八十一隣春秋園があり、上屋敷跡地には可児郷土歴史館、可児市陶芸苑がある。周囲には東禅寺（千村家菩提寺）、友圓寺（千村家2代千村良重の妻が建立）がある。
岐阜県まちかど美術館・博物館に登録されている。

## 主な展示物
- 徳川家康朱印状
- 前田利家書状
- 豊臣秀吉書状
- 大久保長安書状
- 今井兼平書状
- 武田信玄書状
- 江戸城絵図
- 江戸御本丸明細図

## 利用案内
※利用する場合は、事前連絡が必要。
- 開館時間：11:00 - 15:00
- 休館日：月曜日（月曜日が祝日の場合は翌日）、年末年始
- 入館料：300円

## 交通アクセス

### 公共交通機関
- 電話で予約バス（羽崎・二野・久々利地区）「可児郷土歴史館」バス停下車、徒歩1分。
- Kバス「可児郷土歴史館」バス停下車、徒歩1分。　※土日祝日運行
- JR太多線可児駅下車、タクシーで約14分。
- 名古屋鉄道広見線新可児駅下車、タクシーで約14分。

### 自動車
- 東海環状自動車道可児御嵩ICから約5km
- 東海環状自動車道五斗蒔スマートICから約7km

## 周辺施設
- 泳宮古跡
- 可児郷土歴史館
- 荒川豊蔵資料館